# John Two-Hawks
John Two-Hawks é um cantor e músico  na ativa desde os anos 90.
Cooperou com a banda finlandesa Nightwish no álbum de estúdio Once e no registo ao vivo End of an Era.